# Pârâul Dobreanului
Pârâul Dobreanului este o arie protejată de interes național ce corespunde categoriei a IV-a IUCN (rezervație naturală de tip mixt), situată în partea nordică a județului Harghita, pe teritoriul administrativ al comunei Bilbor.
Rezervația naturală cunoscută și sub denumirea de Mlaștina cu Borviz sau Mlaștina Dobreanu, are o suprafață de 4 ha, și se află în Depresiunea Bilbor, pe malul drept al pârâului Dobreanu, afluent al Bistricioarei. Accesul se face din partea de nord a Satului Bilbor spre vest, printr-un drum secundar desprins din DJ174A .

## Caracteristici
Denumirea vine de la faptul că terenul este alimentat de izvoare cu “borviz” sau izvoare de apă minerală.
În rezervație se află turbă și tufuri calcaroase ce înglobează relicte ale vegetației de tundră și ramașițe ale plantelor din era glaciară, toate mari iubitoare de apă dar și de săruri minerale. Precum plantele de săraturi ce vestesc prezența sării, aceste plante sunt adevarate "busole vii" ce vestesc vecinătatea apei minerale.
Tot pe Valea Dobreanu sunt amenajate câteva bazine cu apă minerală pentru îmbăiere, căptușite cu lemn. Apele Băii Dobreanu sunt bogate în dioxid de carbon, calciu, bicarbonat, magneziu, hidrogen sulfurat și  sunt indicate în cură externă. 